# ۹۲۸ (میلادی)
۹۲۸ (میلادی) نهصد و بیست و هشتمین سال تقویم میلادی است.

## درگذشتگان
‎